# Francesco Menichini
Francesco Menichini (Marigliano, 31 marzo 1979) è un ballerino italiano, maestro di tango argentino.

## Biografia
Inizia a studiare Danze Standard e Danze Latino Americane a 12 anni 
È Giudice di Gara Nazionale presso l'Associazione Nazionale Maestri di Ballo, nelle discipline di Danze Standard, Danze Latino Americane, Danze Caraibiche, Liscio Unificato, Ballo da Sala, Danza Moderna e Coreographic Team.
Si avvicina al Tango Argentino e perfeziona il suo talento e la sua tecnica con importanti Maestri del genere, Osvaldo Zotto, Alejandra Mantiñan, Gustavo Guarnieri, e altri.
È Giudice Internazionale ed ex Competitore per Italian Dance Council (I.D.C.).
Ha ballato in coppia con la ballerina Rosa Riva dal 2009 al 2012 e dal 2015 è in coppia con Antonella Devastato.